# Comuna Kula, Vidin
Kula (în bulgară Кула) este o comună în regiunea Vidin, Bulgaria, formată din orașul Kula și satele Cicil, Golemanovo, Izvor Mahala, Kosta Percevo, Poletkovți, Staropatița, Topoloveț și Țar-Petrovo. 

## Demografie
Componența etnică a comunei Kula
     Romi (2,07%)
     Bulgari (94,53%)
     Nicio identificare (3,39%)
     Altele (0,25%)
La recensământul din 2011, populația comunei Kula era de 4.717 locuitori. Din punct de vedere etnic, majoritatea locuitorilor (94,53%) erau bulgari, cu o minoritate de romi (2,07%). Pentru 3,39% din locuitori nu este cunoscută apartenența etnică.